# Suwallia salish
Suwallia salish is een steenvlieg uit de familie groene steenvliegen (Chloroperlidae). De wetenschappelijke naam van de soort is voor het eerst geldig gepubliceerd in 1999 door Alexander & Stewart.